# Olympische Winterspiele 1984/Ski Nordisch
Bei den XIV. Olympischen Winterspielen 1984 in Sarajevo fanden elf Wettbewerbe im nordischen Skisport statt. Austragungsorte waren Veliko Polje und die Igman Olympic Jumps, beide am Berg Igman. Die Wettbewerbe im Skispringen zählten letztmals auch als Weltmeisterschaften. Die Nordische Kombination kam bei diesen Winterspielen im Gegensatz zu den früheren Austragungen ebenfalls in die WM-Wertung, allerdings nur dieses eine Mal. Für die Medaillengewinner im Skilanglauf gab es erstmals nur olympische Medaillen.
Als neue Disziplin kam bei den Frauen der 20-km-Langlauf nach Aufnahme bei den Weltmeisterschaften nun auch ins olympische Programm, sodass es bei den Langläuferinnen jetzt die gleiche Anzahl Wettbewerbe wie bei den Männern gab. Die Streckenlängen sollten jedoch im Laufe der nächsten Jahre noch Veränderungen erfahren. Das gesamte Programm des Langlaufsports war in der Folge noch von zahlreichen Bereicherungen geprägt. Die beiden Teamwettbewerbe im Skispringen sowie in der Nordischen Kombination, die erstmals bei den Weltmeisterschaften 1982 ausgetragen wurden, waren dagegen noch nicht Teil des olympischen Programms. Sie wurden als WM-Wettbewerbe in diesem Jahr zusätzlich in Engelberg (Teamspringen) bzw. Rovaniemi (Mannschaftswettbewerb Nordische Kombination) ausgetragen.
Erfolgreichste Nation war Finnland mit elf Medaillen, davon vier goldene. Verantwortlich für diesen Erfolg war insbesondere die Langläuferin Marja-Liisa Hämäläinen, die alle drei Einzeldisziplinen gewann und dazu noch Bronze mit der Staffel holte. Bei den Männern siegten die beiden Schweden Gunde Svan und Thomas Wassberg in den Langlaufwettbewerben jeweils zweimal, davon einmal mit der schwedischen Staffel. Svan gewann in den Einzeldisziplinen darüber hinaus noch je eine Silber- und eine Bronzemedaille. Im Skispringen teilten sich Jens Weißflog und Matti Nykänen die Erfolge in den beiden Sprungwettbewerben mit je einmal Gold und einmal Silber.

## Bilanz

### Medaillenspiegel
| Platz | Land             | Gold | Silber | Bronze | Gesamt |
| ----- | ---------------- | ---- | ------ | ------ | ------ |
| 1     | Finnland         | 4    | 3      | 6      | 13     |
| 2     | Schweden         | 3    | 1      | 1      | 5      |
| 3     | Norwegen         | 2    | 1      | 2      | 5      |
| 4     | Sowjetunion      | 1    | 4      | –      | 5      |
| 5     | DDR              | 1    | 1      | –      | 2      |
| 6     | Tschechoslowakei | –    | 1      | 2      | 3      |

### Medaillengewinner
| Konkurrenz        | Gold                                                     | Silber                                                                   | Bronze                                                     |
| ----------------- | -------------------------------------------------------- | ------------------------------------------------------------------------ | ---------------------------------------------------------- |
| 15 km             | Gunde Svan                                               | Aki Karvonen                                                             | Harri Kirvesniemi                                          |
| 30 km             | Nikolai Simjatow                                         | Alexander Sawjalow                                                       | Gunde Svan                                                 |
| 50 km             | Thomas Wassberg                                          | Gunde Svan                                                               | Aki Karvonen                                               |
| 4 × 10 km Staffel | Benny Kohlberg Jan Ottosson, Gunde Svan, Thomas Wassberg | Oleksandr Batjuk, Wladimir Nikitin, Alexander Sawjalow, Nikolai Simjatow | Aki Karvonen, Harri Kirvesniemi, Juha Mieto, Kari Ristanen |

| Konkurrenz       | Gold                                                            | Silber                                                               | Bronze                                                                   |
| ---------------- | --------------------------------------------------------------- | -------------------------------------------------------------------- | ------------------------------------------------------------------------ |
| 5 km             | Marja-Liisa Hämäläinen                                          | Berit Aunli                                                          | Květoslava Jeriová                                                       |
| 10 km            | Marja-Liisa Hämäläinen                                          | Raissa Smetanina                                                     | Brit Pettersen                                                           |
| 20 km            | Marja-Liisa Hämäläinen                                          | Raissa Smetanina                                                     | Anne Jahren                                                              |
| 4 × 5 km Staffel | Berit Aunli, Anne Jahren, Inger Helene Nybråten, Brit Pettersen | Květoslava Jeriová, Blanka Paulů, Gabriela Svobodová, Dagmar Švubová | Marja-Liisa Hämäläinen, Eija Hyytiäinen, Pirkko Määttä, Marjo Matikainen |

| Konkurrenz    | Gold          | Silber        | Bronze         |
| ------------- | ------------- | ------------- | -------------- |
| Normalschanze | Jens Weißflog | Matti Nykänen | Jari Puikkonen |
| Großschanze   | Matti Nykänen | Jens Weißflog | Pavel Ploc     |

| Konkurrenz | Gold         | Silber            | Bronze         |
| ---------- | ------------ | ----------------- | -------------- |
| Einzel     | Tom Sandberg | Jouko Karjalainen | Jukka Ylipulli |